# Вилхелм Щибер
Вилхелм Карл Йохан Едуард Щибер (на немски: Wilhelm Johann Carl Eduard Stieber) е началник на военната полиция на Бисмарк и председателстващ Централното имперско информационно бюро за анализ.

## Биография
Щибер завършва право в Берлинския университет, откъдето се сдобива и с докторска степен по право. От 1850 г. работи по политическа полицейска линия срещу германските комунисти, а от 1853 г. е началник на отдела в берлинската полиция, отговарящ за сигурността в Берлин.
В навечерието на Австро-пруската война Щибер е принудително и преждевременно пенсиониран, но в качеството му на външен консултант на краля на Прусия Вилхелм I през 1867 г. спомага за разкриването и предотвратява планираното му убийство от полския революционер Антон Березовски, за което на 17 май 1867 г. е назначен за ръководител на цялата пруска полиция по сигурността.
По време на Френско-пруската война той е в основата на изграждането на бъдещата имперска германска полиция по сигурността, ставайки и неин пръв ръководител. На 17 март 1871 г. оглавява централното информационно бюро за анализ на полицейската информация в Берлин, от който пост организира германските тайни служби. Във вътрешен политически план разработва главно социалдемократите. Негов наследник на поста като ръководител на германското вътрешно разузнаване е полковник Валтер Николаи, преди и по време на двете световни войни през 20 век.
Вилхелм Щибер е в основата като консултант и с идеи по реорганизацията на царската тайна полиция в Русия след атентата с убийството на Александър II. На практика руското политическо контраразузнаване под формата на „Охрана“ (станала по-известна постфактум като „Охранка“) е организирано по пруски образец по идея на Щибер.
Има спор около достоверността на неговите мемоари, издадени от Ханс-Йоахим Шьопс.